# Friedrich Michael Jetter
Friedrich Michael Jetter (* 29. Juni 1912 in Betzdorf; † 31. Dezember 1969 in Stuttgart) war ein deutscher Landrat (CDU).

## Leben
Jetter, Sohn eines Pastors und evangelischer Konfession, studierte nach dem Abitur 1931 von 1931 bis 1935 Germanistik und Rechtswissenschaften in Tübingen und Heidelberg.
Von 1936 bis 1939 betrieb er wissenschaftliche Studien und war als Schriftsteller tätig. Danach leistete er von 1940 bis 1945 Kriegsdienst als Oberleutnant.
Auf Anordnung der Militärregierung wurde er 1945 Bürgermeister von Friolzheim.
Von 1948 bis 1954 war er Landrat des Landkreises Leonberg.